# Nothoruellia
Nothoruellia là chi thực vật có hoa trong họ Acanthaceae.